# Joseba Etxeberria
Joseba Etxeberria Lizardi (Elgoibar, 5. rujna 1977.), je bivši španjolski nogometaš koji je igrao na poziciji krilnog veznog, a trenutačno je trener Eibara.
Nakon što je počeo svoju nogometnu karijeru sa 17 godina u Real Sociedadu, vrlo brzo je prešao u redove Athletic Bilbaa, gdje je proveo ostatak svoje karijere.
Nastupio je u 53 utakmice za španjolsku reprezentaciju te je s njom nastupio na jednom SP-u i dva EP-a.